# Mieczysław Bigoszewski

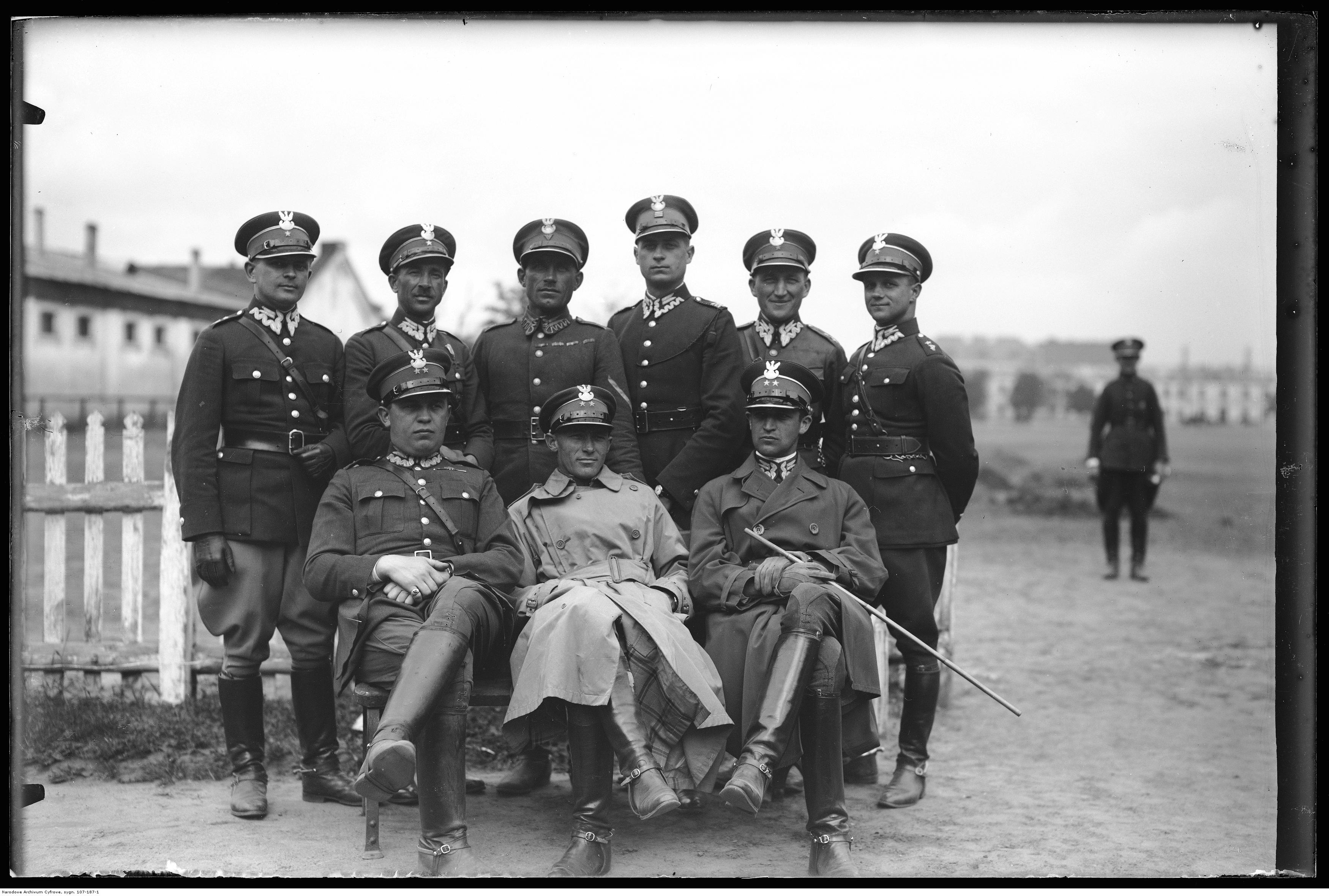
Grupa oficerów 2 Szwadronu 1 Pułku Szwoleżerów. Siedzą od lewej: por. Stefan Cichocki, por. Mieczysław Bigoszewski, por. Franciszek Flatau.

Mieczysław Bigoszewski przybrane nazwisko Józef Skowroński, ps. „Groch” (ur. 1 stycznia 1899 w Skarżysku-Kamiennej, zm. 3 lipca 1964 w Warszawie) – podpułkownik kawalerii Wojska Polskiego, kawaler Orderu Virtuti Militari.

## Życiorys
Urodził się w rodzinie Eugeniusza, ziemianina, i Józefy z Bojakowskich. W Kielcach od 1910 uczył się początkowo w szkole technicznej, a od 1913 w gimnazjum. Po wybuchu I wojny światowej, w wyniku działań wojennych został odcięty od domu i wówczas w 1915 wyjechał do Rosji. Kontynuował tam naukę w szkole realnej w Orszy, a następnie od 1917 w szkole realnej Kijowskiego Komitetu Pomocy Uchodźcom w Kijowie. Członek Gwardii Narodowej od lipca 1917, a od grudnia był żołnierzem pierwszego polskiego oddziału partyzanckiego działającego na terenie Ukrainy. Oddziałem tym dowodził kpt. Eisert, a oddział został wkrótce rozbity przez bolszewików. Następnie został przyjęty do I Korpusu Polskiego w Rosji. Od lutego 1918, w stopniu ułana, pełnił służbę w 2 pułku ułanów. W lipcu po demobilizacji korpusu powrócił do Kielc, gdzie od października pracował w konspiracyjnym biurze werbunkowym. 
Służył ochotniczo od listopada w Wojsku Polskim, w którym otrzymał przydział do szwadronu ułanów powiatu sokołowskiego. W stopniu kaprala był w szwadronie na stanowisku zastępcy dowódcy plutonu. Wraz z całym szwadronem został w marcu 1919 przeniesiony do 1 pułku szwoleżerów.
W czerwcu 1920 odkomenderowano go na kurs maturalny, który był zorganizowany przy Dowództwie Okręgu Generalnego „Kielce”, a w lipcu awansował do stopnia podchorążego oraz powrócił na stanowisko dowódcy plutonu w macierzystym oddziale. W miesiącach wrzesień–grudzień 1922 uczęszczał do Centralnej Szkoły Gimnastyki i Sportu w Poznaniu, a po niej nadal dowodził plutonem 1 pułku szwoleżerów. Dowódca plutonu od czerwca 1923 w szkole podoficerskiej, a od grudnia był ponownie dowódcą plutonu. Komendant szkoły podoficerskiej od stycznia 1925, a ponownie dowódca plutonu od grudnia. Od lutego 1926 był jeszcze raz dowódcą plutonu w szkole podoficerskiej, a od czerwca dowódcą plutonu. Dowódca szwadronu od lutego 1928, a od lutego 1929 komendant szkoły podoficerskiej. Z dniem 15 października 1929 został powołany na 7,5 miesięczny kurs doskonalący młodszych oficerów kawalerii w Centrum Wyszkolenia Kawalerii w Grudziądzu. We wrześniu 1930 został wyznaczony na stanowisko dowódcy szwadronu. Dowódca 2 Dywizji Kawalerii gen. Bolesław Wieniawa-Długoszowski w niedatowanej opinii za 1931 rok pisał o nim: „Jeden z najlepszych młodszych oficerów naszej kawalerii”. W następnym roku został przesunięty na stanowisko oficera materiałowego pułku. Od września do listopada 1933 był słuchaczem kursu unifikacyjno-doszkoleniowego w Centrum Wyszkolenia Piechoty w Rembertowie. W marcu 1934 objął dowództwo szwadronu zapasowego. Kwatermistrz od października 1936 aż do wybuchu wojny i drugi zastępca dowódcy 1 pułku szwoleżerów. 
W czasie kampanii wrześniowej 1939 był początkowo dowódcą drugim rzutu w 1 pułku szwoleżerów, a od 7 września pełnił ponownie funkcję kwatermistrza i drugiego zastępcy dowódcy pułku, który znajdował się w składzie Mazowieckiej Brygady Kawalerii Armii „Modlin”. 27 września został ranny i wzięty do niewoli niemieckiej, ale został zwolniony ze szpitala w Krakowie po dwóch miesiącach i przybył do Warszawy. W czasie okupacji pracował jako kontroler w Lesie Bielańskim pod przybranym nazwiskiem Józef Skowroński. 
W grudniu 1939 został zaprzysiężony przez pułkownika Janusza Albrechta, jako członek konspiracyjnej organizacji Służba Zwycięstwu Polski. W konspiracji pełnił kolejno funkcje: inspektora wyszkolenia w Oddziale III Dowództwa Głównego SZP - Komendzie Głównej Związku Walki Zbrojnej, inspektora Komendy Okręgu Warszawa-Miasto ZWZ i jednocześnie do maja 1943 dowódcy 1 pułku szwoleżerów, wreszcie inspektor Obwodu VII Powiat Warszawski AK. Rozkazem L. 113 dowódcy Armii Krajowej z dnia 11 listopada 1943 awansowany na podpułkownika.
W trakcie powstania warszawskiego został mianowany 28 sierpnia 1944 komendantem placu miasta stołecznego Warszawy. W jego gestii znalazły się sprawy wyżywienia i zakwaterowania oddziałów AK oraz „dyscypliny ulicznej” utrzymywanej przy pomocy podległego mu oddziału żandarmerii Komendy Okręgu Warszawa AK. Pełnił tę funkcję do kapitulacji oddziałów powstańczych. Po upadku powstania przebywał w Oflagach kolejno: Bergen-Belsen, Fallingbostel, Gross-Born (od stycznia 1945), Sandbostel (od marca 1945) i Lubeka (od kwietnia 1945).
Uwolniony 2 maja 1945 przez oddziały brytyjskie z niewoli niemieckiej był m.in. od marca 1946 dowódcą I Zgrupowania Oficerskiego w Henstedt. Dowódca od maja 1947, a od czerwca do sierpnia był dyrektorem Polskiego Ośrodka Wojskowego Wentorf. W tym samym miesiącu przeniósł się do Francji, gdzie pracował jako praktykant na farmie rolnej. 
Powrócił do kraju w listopadzie 1948 i zamieszkał w Warszawie. Przekazał w maju 1959 odnaleziony sztandar 1 pułku szwoleżerów do Muzeum Wojska Polskiego w Warszawie. 
Od 1929 był żonaty ze Stefanią z domu Zbyszewską i miał córkę Marię Magdalenę (ur. 1936) zamężną Cellari-Borkowską, zamieszkałą w Warszawie.
Zmarł w Warszawie 3 lipca 1964 roku i został pochowany na Cmentarzu Wojskowym na Powązkach (kwatera A12-9-8).

## Ordery i odznaczenia
- Krzyż Srebrny Orderu Wojskowego Virtuti Militari (30 czerwca 1921)[5]
- Krzyż Walecznych (1921)
- Złoty Krzyż Zasługi z Mieczami (29 września 1944)[6]
- Medal Niepodległości (9 listopada 1933)[7]
- Złoty Krzyż Zasługi (10 listopada 1938)[8]
- Srebrny Krzyż Zasługi (7 grudnia 1927)[9]